# Tabernaemontana bufalina
Tabernaemontana bufalina är en oleanderväxtart som beskrevs av João de Loureiro. Tabernaemontana bufalina ingår i släktet Tabernaemontana och familjen oleanderväxter. Inga underarter finns listade i Catalogue of Life.